# 斯韦托扎尔·普里比切维奇

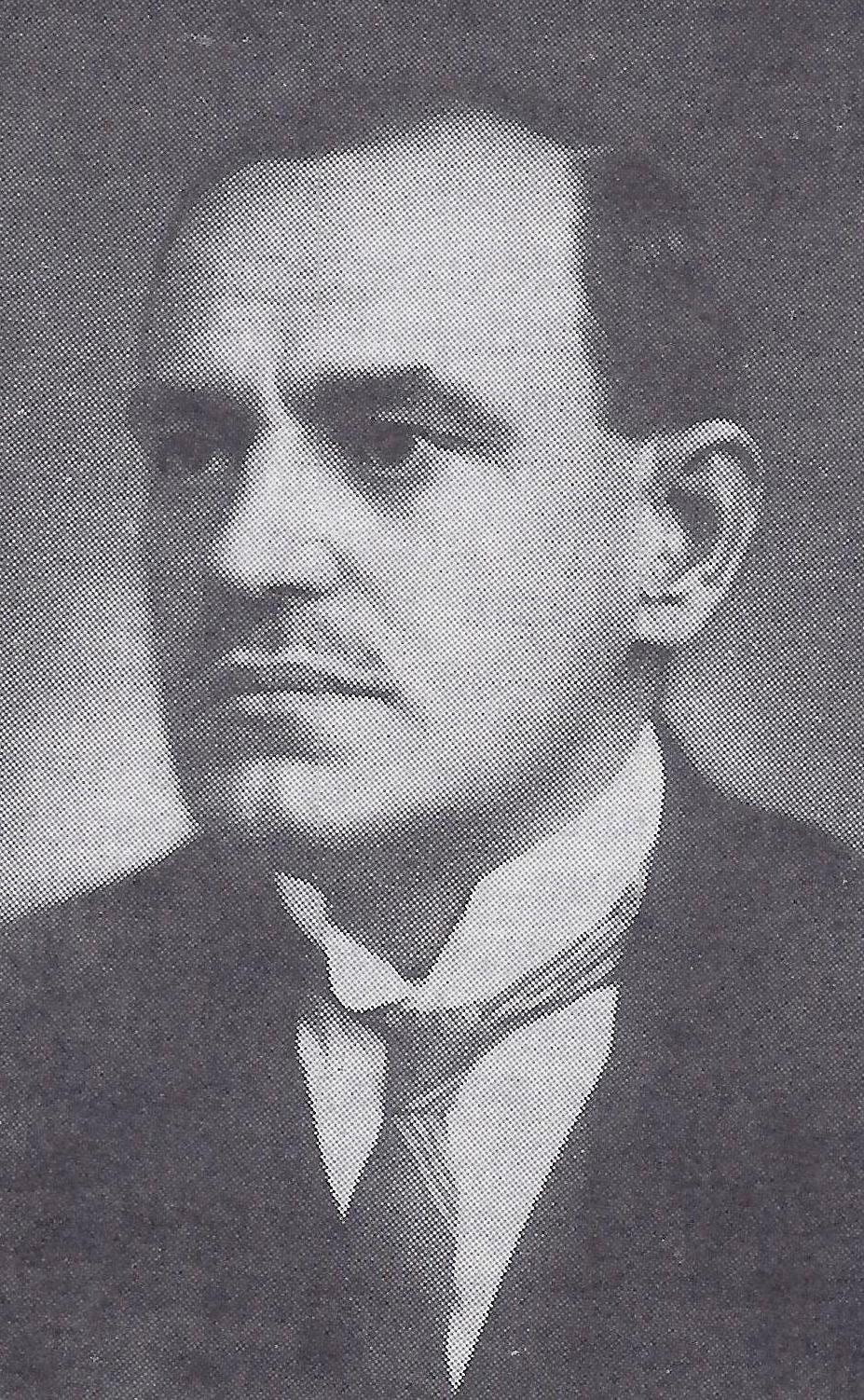
斯韦托扎尔·普里比切维奇

斯韦托扎尔·普里比切维奇 （1875年10月26日 - 1936年9月15日）是奥匈帝国和南斯拉夫王國政治人物。他支持南斯拉夫主義。他一開始支持中央集權體制下的南斯拉夫，後來又反對中央集權，轉而支持聯邦制以及共和制。1936年，他在布拉格流亡期间去世。 